# Scleria mikawana
Scleria mikawana är en halvgräsart som beskrevs av Tomitaro Makino. Scleria mikawana ingår i släktet Scleria och familjen halvgräs. IUCN kategoriserar arten globalt som livskraftig. Inga underarter finns listade i Catalogue of Life.